# Яструбецький Гнат Васильович
Гнат Васи́льович Яструбе́цький (нар. 1 січня 1877, Жолоби — пом. 10 лютого 1940, Київ) — український мистецтвознавець, адміністратор Першої мандрівної капели Дніпросоюзу. Член Музичного товариства імені Миколи Леонтовича.
Друг і перший дослідник творчості Миколи Леонтовича.

## Життєпис
Гнат Яструбецький народився 1 січня 1877 у селі Жолоби (нині Томашпільського району Вінницької області) в багатодітній сім'ї Василя Семеновича і Антоніни Андріївни Яструбецьких. Батько його, відставний фельдфебель, був учителем початкових класів.
1897 — закінчує з відзнакою Тульчинське духовне училище і вступає до Подільської духовної семінарії у Кам'янці, в якій навчається до 1903 року. В семінарії він знайомиться з видатним у майбутньому композитором Миколою Леонтовичем, з яким потоваришував на довгі роки.
Гнат Яструбецький був шанувальником музики, особливо народної, грав на скрипці, співав у семінарському хорі під регентством Миколи Леонтовича, мав гарний голос (бас).
Після закінчення семінарії міг за казенний рахунок вступити до Московської духовної академії, але вирішив за власний рахунок вступити до Дерптського університету на юридичний факультет, який закінчив з високими балами. Оволодів там п'ятьма іноземними мовами: грецькою, латиною, французькою, німецькою, давньоєврейською.
30 липня 1904 — вінчається з Вірою Арсенівною Волянською, випускницею Подільського жіночого училища духовного відомства. 1909 і 1911 років у них народилось двоє дітей: Анатолій і Тамара.
Після закінчення університету і до кінця 1909 року працював учителем Сутиської школи на Вінниччині, де викладав російську мову, співи, словесність.
1910—1913 — служить священиком у Марківці (нині Томашпільського району Вінницької області) та в селі Куча нинішньої Хмельниччини.
Після революції Гнат Яструбецький пориває з релігією, вливається в революційний рух. Згодом стає помічником завідувача видавничого відділу Дніпросоюзу.
У липні 1920 його призначено адміністратором Першої мандрівної капели Дніпросоюзу (згодом — капела «Думка»), з якою здійснив велике гастрольне турне Лівобережною Україною. Він не тільки очолював делегацію, але також виконував басові партії як співак.
1921 року, узнавши про трагічну загибель Миколи Леонтовича, відразу здійснив поїздку в Марківку, де провів опитування свідків убивства, здобувши цінні матеріали для слідства.
Тоді ж увійшов до Комітету пам'яті М. Леонтовича — згодом Музичного товариства імені Миколи Леонтовича.
1924 — інструктор з кооператизації бурякової площі Київського окружного сільськогосподарського кооперативного союзу («Сельсоюзу»). При цьому продовжував співати в «Думці».
Багато років працював в капелі «Думка», організовував гастролі. 1929 року на чолі капели побував на гастролях за кордоном.
1934 року, маючи проблеми зі здоров'ям, і враховуючи постійну критику на адресу капели «Думка» на тлі політичних репресій, Гнат Васильович залишає капелу і переходить на роботу до Київської філармонії адміністратором вокально-музичного ансамблю. Через рік переходить на посаду інкасатора Київського головного управління холодильної промисловості.
Наприкінці 1930-х років стає директором друкарні видавництва «Пролетарська правда».
Гнат Васильович Яструбецький пішов з життя 10 лютого 1940 у Києві.